# Takuma Nagatsuka
Takuma Nagatsuka (永塚 拓馬 Nagatsuka Takuma?,  Prefectura de Kanagawa, Japón, 4 de octubre de 1991) es un actor de voz japonés, afiliado a I'm Enterprise. Algunos de sus roles más destacados incluyen el de Shōta Shizuka en Momokuri, Konnosuke en Tōken Ranbu, Kōji Kōda en My Hero Academia, Shun Fuyumi en The Idolmaster SideM, Hotaru Aoba en Butlers: Chitose Momotose Monogatari, Kuro en Kai Byoui Ramune, y más recientemente Miya Chinen en SK∞ the Infinity.

## Biografía
Nagatsuka nació el 4 de octubre de 1991 en la prefectura de Kanagawa, Japón. 
Interesado en el mundo de la actuación desde muy temprano, durante la escuela secundaria fue miembro del club de teatro. Tras graduarse, Nagatsuka trabajó durante algún tiempo como funcionario en el ayuntamiento de su ciudad natal; también formó parte de una compañía de teatro en la que actuaba durante su tiempo libre. Posteriormente, ingresó al Japan Narration Actor Institute y abandonó su empleo con el objetivo de convertirse en seiyū. Debutó como seiyū con un papel secundario en la serie de anime Cross Ange: Tenshi to Ryū no Rondo.

## Filmografía

### Anime
| Año  | Título                                                                            | Papel                                    | Notas         |
| ---- | --------------------------------------------------------------------------------- | ---------------------------------------- | ------------- |
| 2014 | Cross Ange: Tenshi to Ryū no Rondo                                                | Actor                                    |               |
| 2014 | Shigatsu wa Kimi no Uso                                                           | Jugador de fútbol                        |               |
| 2014 | Jinsei                                                                            | Niño                                     |               |
| 2014 | Nanatsu no Taizai                                                                 | Aldeano A                                |               |
| 2014 | Bakumatsu Rock                                                                    | Genzui Kusaka                            |               |
| 2014 | Mahōka Kōkō no Rettōsei                                                           | Shin Nakano, estudiante                  |               |
| 2015 | Owari no Seraph                                                                   | Lacus Welt                               |               |
| 2015 | Mobile Suit Gundam: Iron-Blooded Orphans                                          | Niño soldado                             |               |
| 2015 | Shokugeki no Sōma                                                                 | Estudiante B                             |               |
| 2015 | Star-Myu                                                                          | Estudiante                               |               |
| 2015 | The Rolling Girls                                                                 | Noboru                                   |               |
| 2016 | Idol Memories                                                                     | Takumi Mori                              | [ 11 ]        |
| 2016 | All Out!!                                                                         | Isao Kifune                              | [ 12 ]        |
| 2016 | ClassicaLoid                                                                      | Hombre, estudiante                       |               |
| 2016 | Gate: Jieitai Kano Chi nite, Kaku Tatakaeri                                       | Nokko                                    |               |
| 2016 | Saiki Kusuo no Psi-nan                                                            | Estudiante A                             |               |
| 2016 | Shōnen Ashibe                                                                     | Akio, Saotome                            |               |
| 2016 | Taboo Tattoo                                                                      | Hide                                     |               |
| 2016 | Divine Gate                                                                       | Santa Claus (joven)                      |               |
| 2016 | Barakamon                                                                         | Tsutsui                                  |               |
| 2016 | Prince of Stride                                                                  | Miembro de club de baloncesto, compañero |               |
| 2016 | Momokuri                                                                          | Shōta Shizuka                            | [ 2 ]         |
| 2017 | Chain Chronicle                                                                   | Dusty                                    |               |
| 2017 | Time Bokan 24                                                                     | Joven                                    |               |
| 2017 | Fukumenkei Noise                                                                  | Estudiante 2                             |               |
| 2017 | Neko to Madai                                                                     | Neko                                     | [ 13 ]        |
| 2017 | Pikaia!                                                                           | Evol                                     |               |
| 2017 | Tōken Ranbu                                                                       | Konnosuke                                |               |
| 2017 | Nana Maru San Batsu                                                               | Akira Sonohara                           | [ 14 ]        |
| 2017 | Yōkai Apartment no Yūga na Nichijō                                                | Niño C                                   |               |
| 2017 | My Hero Academia                                                                  | Kōji Kōda                                | [ 15 ]        |
| 2017 | The Idolmaster SideM                                                              | Shun Fuyumi                              |               |
| 2017 | Blend S                                                                           | Ikemen                                   |               |
| 2018 | Hitori no Shita: The Outcast                                                      | Lu Yong                                  |               |
| 2018 | Butlers: Chitose Momotose Monogatari                                              | Hotaru Aoba                              |               |
| 2018 | Back Street Girls                                                                 | Personal                                 |               |
| 2018 | Isekai Maou to Shoukan Shoujo no Dorei Majutsu                                    | Leopardo B                               |               |
| 2018 | Hi Score Girl                                                                     | Amigo A                                  |               |
| 2018 | Muhyo to Rōjī no Mahōritsu Sōdan Jimusho                                          | Repartidor                               |               |
| 2018 | The Idolmaster SideM: Wake Atte Mini!                                             | Shun Fuyumi                              | [ 16 ]        |
| 2018 | Double Decker! Doug & Kirill                                                      | Apple Beaver                             | [ 17 ]        |
| 2019 | King of Prism: Shiny Seven Stars                                                  | Leo Saionji                              | [ 18 ] [ 19 ] |
| 2019 | Karakai Jōzu no Takagi-san                                                        | Hiroshi                                  |               |
| 2019 | Naka no Hito Genome: Jikkyōchū                                                    | Chihiro Akafuda                          |               |
| 2019 | Hanakappa                                                                         | Príncipe Kinkappa                        |               |
| 2019 | Hoshiai no Sora                                                                   | Estudiante                               |               |
| 2019 | Stand My Heroes: Piece of Truth                                                   | Makoto Tsuzuki (joven)                   |               |
| 2020 | number24                                                                          | Ryūsei Hiyoshi                           | [ 20 ]        |
| 2020 | Ore no Yubi de Midarero.: Heitengo Futarikiri no Salon de...                      | Kaname Chiba                             | [ 21 ]        |
| 2020 | Breakers                                                                          | Taku                                     | [ 22 ]        |
| 2020 | Yu-Gi-Oh! Sevens                                                                  | Yoshio Adachi                            | [ 23 ]        |
| 2020 | Motto! Majime ni Fumaji me ka Iketsu Zorori                                       | Koburu                                   |               |
| 2020 | Black Clover                                                                      | Ina                                      |               |
| 2020 | The God of High School                                                            | Guim Gi                                  | [ 24 ]        |
| 2021 | Kai Byoui Ramune                                                                  | Kuro                                     |               |
| 2021 | Wave!!: Surfing Yappe!!                                                           | Estudiante                               |               |
| 2021 | SK∞ the Infinity                                                                  | Miya Chinen                              |               |
| 2021 | Back Arrow                                                                        | Gōtō                                     |               |
| 2021 | Uramichi Oniisan                                                                  | Niño                                     |               |
| 2021 | D Cide Traumerei                                                                  | Ponsuke                                  |               |
| 2021 | Visual Prison                                                                     | Veuve Elizabeth                          | [ 25 ]        |
| 2023 | Higeki no Genkyō to naru Saikyō Gedō Last Boss Joō wa Min no tame ni Tsukushimasu | Eric                                     |               |

### Películas animadas
| Año  | Título                          | Papel        | Notas |
| ---- | ------------------------------- | ------------ | ----- |
| 2016 | King of Prism                   | Leo Saionji  |       |
| 2018 | FLCL                            | Kimon Sasaki |       |
| 2019 | My Hero Academia: Heroes Rising | Kōji Kōda    |       |